# Горње Макојишће
Горње Макојишће је насељено место у саставу града Новог Марофа у Вараждинској жупанији, Хрватска. До територијалне реорганизације у Хрватској налазило се у саставу старе општине Нови Мароф.

## Становништво
На попису становништва 2011. године, Горње Макојишће је имало 400 становника.

## Попис1991.
На попису становништва 1991. године, насељено место Горње Макојишће је имало 392 становника, следећег националног састава:
| Попис 1991.‍ | Попис 1991.‍ | Попис 1991.‍ | Попис 1991.‍ | Попис 1991.‍ |
| ----------- | ----------- | ----------- | ----------- | ----------- |
|             |             |             |             |             |
| Хрвати      | Хрвати      |             | 382         | 97,44%      |
| Југословени | Југословени |             | 6           | 1,53%       |
| Срби        | Срби        |             | 2           | 0,51%       |
| непознато   | непознато   |             | 2           | 0,51%       |
| укупно: 392 |             |             |             |             |